# SOL Group
Die SOL Group ist ein italienischer Hersteller von technischen und medizinischen Gasen mit Sitz in Monza. Die deutsche Tochtergesellschaft Vivisol ist im Bereich der Sauerstofftherapie tätig.
Das 1927 gegründete Unternehmen expandierte ab 1984 in Europa. Seit 1998 notiert es an der Borsa Italiana.

## Werke
Die SOL Group besitzt 45 Produktionsstätten für Technische Gase und 75 Abfüllstationen. Luftzerleger befinden sich in:
- Italien (7), (Augusta, Cuneo, Mantua, Novara, Piombino, Salerno, Verona)
- Casablanca, Marokko
- Durán, Ecuador
- Höchst, Deutschland[7]
- Jesenice, Slowenien
- Kavadarci, Nordmazedonien
- Lessines, Belgien
- Ranipet, Indien
- Sisak, Kroatien
- Skopje, Nordmazedonien
- Sofia, Bulgarien
- Tanagra, Griechenland
- Vaqarr, Albanien